# Modibo Sagnan
Modibo Sagnan (Saint-Denis, 14 april 1999) is een Malinees-Frans voetballer die doorgaans als centrale verdediger speelt en onder contract staat bij Montpellier. In Nederland kwam hij anderhalf seizoen uit voor FC Utrecht, dat hem na een verhuurperiode definitief overnam van Real Sociedad.

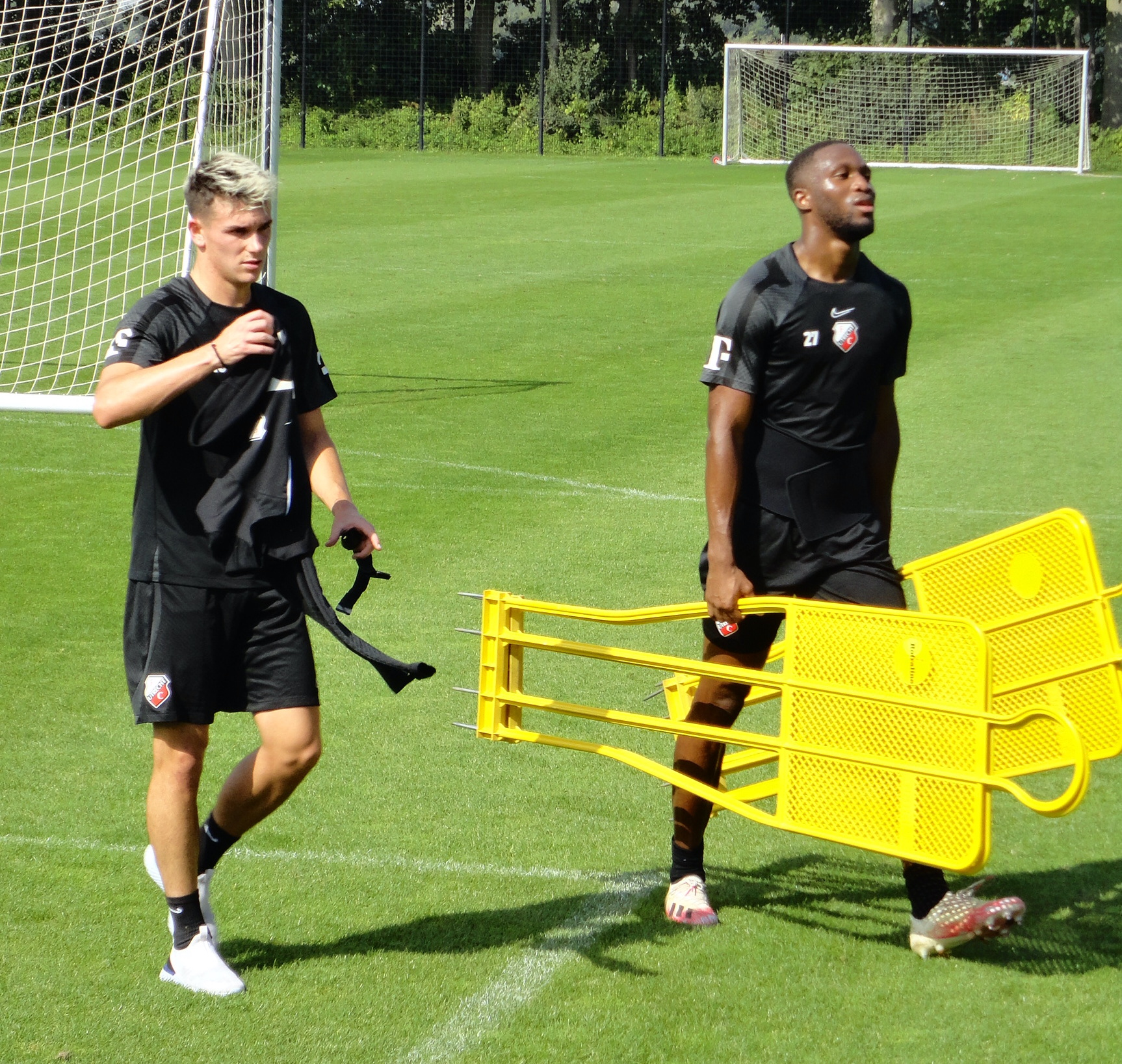
Sagnan (rechts) samen met Taylor Booth op een training van FC Utrecht (2022)

## Clubcarrière

### RC Lens
Sagnan speelde in de jeugd van CS Villetaneuse, waarna hij in 2012 de overstap maakte naar de jeugdopleiding van RC Lens. Daar tekende hij in 2017 zijn eerste profcontract. Na wedstrijden in het tweede elftal van de club zat Sagnan op 25 september 2018 voor het eerst bij de selectie van het eerste elftal. Op 30 januari 2018 maakte hij zijn eerste minuten voor RC Lens. In minuut 39 kwam hij in het veld voor William Bianda. De wedstrijd met uiteindelijk met 0–1 verloren van FC Sochaux-Montbéliard.

### Real Sociedad
Halverwege zijn tweede jaar bij het eerste elftal van RC Lens (seizoen 2018/19) tekende Sagnan op 30 januari 2019 een contract bij Real Sociedad. De Spaanse club betaalde circa vijf miljoen euro, maar liet Sagnan het seizoen wel op huurbasis afmaken bij RC Lens.
Vanaf de start van het seizoen 2019/20 zat Sagnan in de competitie twee keer bij de wedstrijdselectie, waarna hij op 19 december 2019 zijn debuut maakte in de met 0–8 gewonnen wedstrijd in de eerste ronde van de Copa del Rey tegen CD Becerril. Hij startte in de basis en maakte de gehele wedstrijd vol. Tot aan eind januari 2020 zat hij nog tweemaal bij de wedstrijdselectie, waarbij de naar 3 april 2021 uitgestelde Copa del Rey finale ook onderdeel van uitmaakt. Real Sociedad wist deze prijs met 0–1 ten koste van Athletic Bilbao te veroveren.

#### Verhuur aan CD Mirandés
Eind januari 2020 werd Sagnan voor de rest van seizoen 2019/20 verhuurd aan CD Mirandés. Voor die club startte hij in de Spaanse competitie van de in totaal achttien te spelen wedstrijden twaalfmaal als basisspeler, viel hij in één wedstrijd in, zat hij drie keer zonder speelminuten bij de wedstrijdselectie en behoorde hij tweemaal niet tot de wedstrijdselectie (tevens de eerste twee wedstrijden na zijn overstap). Hierdoor liet hij zich in zijn tijd bij CD Mirandés gelden als een basisspeler, waarna hij aan het eind van het seizoen terugkeerde naar Real Sociedad.

#### Terugkeer bij Real Sociedad
Bij de aanvang van het seizoen 2020/21 zat Sagnan regelmatig bij de wedstrijdselectie en maakte regelmatig zijn opwachting als basisspeler of als invaller.

#### Verhuur aan CD Tondela
In augustus 2021 werd bekend dat Sagnan in het seizoen 2021/22 op huurbasis uit zou gaan komen voor CD Tondela. Net zoals in zijn eerdere verhuurperiode bij CD Mirandés wist Sagnan zich een basisplaats te garanderen. Van de dertig te spelen competitiewedstrijden speelde hij er 26 als basisspeler, viel hij eenmalig in, zat hij één wedstrijd zonder speelminuten bij de selectie en was hij in totaal twee wedstrijden geschorst. Op 22 mei 2022 speelde hij met CD Tondela de finale van de Taça de Portugal tegen FC Porto. Deze wedstrijd werd na het bereiken van een 1–0 voorsprong uiteindelijk met 1–3 verloren. Sagnan speelde de volledige wedstrijd mee. In de competitie eindigde de club echter als zeventiende en degradeerde daarmee rechtstreeks uit de Primeira Liga.

### FC Utrecht
Na diverse geruchten werd op 11 juli 2022 bekend dat FC Utrecht Sagnan één seizoen op huurbasis over zou nemen. Daarbij heeft de Utrechtse voetbalclub eveneens een optie tot koop bedongen. Wanneer daar gebruik van zou worden gemaakt, zou Sagnan na het neerleggen van een transfersom tot medio 2026 worden verbonden aan FC Utrecht. De komst van Sagnan gaf de ploeg van de toenmalige trainer Henk Fraser bij aanvang van het seizoen 2022/23 extra mogelijkheden, ook aangezien centrale verdedigers als Tommy St. Jago, Ramon Hendriks en Christopher Mamengi langere tijd niet inzetbaar waren door blessures.
In de eerste competitiewedstrijd maakte Sagnan direct zijn basisdebuut. Deze wedstrijd tegen RKC Waalwijk eindigde in een 2–2 gelijkspel. Op 29 oktober 2022 maakte hij in de met 1–2 gewonnen uitwedstrijd tegen sc Heerenveen het beslissende laatste doelpunt van de wedstrijd. Sagnan werd tijdens zijn verhuurperiode bij FC Utrecht met name geprezen om zijn verdedigende werk, maar oogde volgens diverse media niet altijd even comfortabel aan de bal.
Op 2 juni 2023 maakte FC Utrecht bekend de koopoptie in de verhuurovereenkomst te hebben gelicht. Sagnan kwam hierdoor definitief over van Real Sociedad en tekende een contract tot medio 2026. Op 12 november 2023 kopte Sagnan in de blessuretijd de gelijkmakende 2–2 binnen tegen Excelsior Rotterdam. Ook in zijn tweede seizoen bij de Utrechtse club kreeg hij kritiek op zijn spel aan de bal. Daarnaast kampte hij met lichte blessures, waardoor hij niet altijd verzekerd was van een basisplaats. Op 21 januari 2024 verving Sagnan de moegestreden centrumspits Sam Lammers. In plaats van het inbrengen van een extra verdedigende kracht, nam Sagnan de plek in de punt van de aanval over.

### Montpellier
Tegen het sluiten van de winterse transferperiode in 2024 maakte Sagnan op 1 februari 2024 de overstap naar Montpellier. Sagnan en zijn gezin wilden terug naar Frankrijk en FC Utrecht besloot mee te werken aan een vertrek, ondanks dat de club geen plannen had om afscheid te nemen van Sagnan. De Utrechtse club ontving circa 3,5 miljoen euro.

## Clubstatistieken

### Beloften
| Seizoen                     | Club            | Competitie             | Competitie | Competitie | Overig | Overig | Totaal | Totaal |
| Seizoen                     | Club            | Competitie             | Wed.       | Dlp.       | Wed.   | Dlp.   | Wed.   | Dlp.   |
| --------------------------- | --------------- | ---------------------- | ---------- | ---------- | ------ | ------ | ------ | ------ |
| 2016/17                     | RC Lens II      | Championnat National 2 | 5          | 0          | 0      | 0      | 5      | 0      |
| 2017/18                     | RC Lens II      | Championnat National 2 | 18         | 1          | 0      | 0      | 18     | 1      |
| 2018/19                     | RC Lens II      | Championnat National 2 | 1          | 0          | 0      | 0      | 1      | 0      |
| Carrière totaal             | Carrière totaal | Carrière totaal        | 24         | 1          | 0      | 0      | 24     | 1      |
| Bijgewerkt op 22 maart 2025 |                 |                        |            |            |        |        |        |        |

### Senioren
| Seizoen                     | Club            | Competitie         | Competitie | Competitie | Beker | Beker | Internationaal | Internationaal | Overig | Overig | Totaal | Totaal |
| Seizoen                     | Club            | Competitie         | Wed.       | Dlp.       | Wed.  | Dlp.  | Wed.           | Dlp.           | Wed.   | Dlp.   | Wed.   | Dlp.   |
| --------------------------- | --------------- | ------------------ | ---------- | ---------- | ----- | ----- | -------------- | -------------- | ------ | ------ | ------ | ------ |
| 2017/18                     | RC Lens         | Ligue 2            | 3          | 0          | 2     | 0     | –              | –              | 0      | 0      | 5      | 0      |
| 2018/19                     | RC Lens         | Ligue 2            | 10         | 0          | 3     | 1     | –              | –              | 0      | 0      | 13     | 1      |
| 2018/19                     | → RC Lens       | Ligue 2            | 1          | 0          | 0     | 0     | –              | –              | 0      | 0      | 1      | 0      |
| 2019/20                     | Real Sociedad   | Primera División   | 0          | 0          | 1     | 0     | –              | –              | 0      | 0      | 1      | 0      |
| 2019/20                     | → CD Mirandés   | Segunda División A | 13         | 0          | 0     | 0     | –              | –              | 0      | 0      | 13     | 0      |
| 2020/21                     | Real Sociedad   | Primera División   | 16         | 0          | 1     | 0     | 4              | 0              | 0      | 0      | 21     | 0      |
| 2021/22                     | → CD Tondela    | Primeira Liga      | 27         | 1          | 3     | 0     | –              | –              | 0      | 0      | 30     | 1      |
| 2022/23                     | → FC Utrecht    | Eredivisie         | 23         | 1          | 3     | 0     | –              | –              | 2      | 0      | 28     | 1      |
| 2023/24                     | FC Utrecht      | Eredivisie         | 13         | 1          | 1     | 0     | –              | –              | 0      | 0      | 14     | 1      |
| 2023/24                     | Montpellier     | Ligue 1            | 13         | 2          | 1     | 1     | –              | –              | 0      | 0      | 14     | 3      |
| 2024/25                     | Montpellier     | Ligue 1            | 22         | 2          | 0     | 0     | –              | –              | 0      | 0      | 22     | 2      |
| Carrière totaal             | Carrière totaal | Carrière totaal    | 141        | 7          | 15    | 2     | 4              | 0              | 2      | 0      | 162    | 9      |
| Bijgewerkt op 22 maart 2025 |                 |                    |            |            |       |       |                |                |        |        |        |        |

## Interlandcarrière
Sagnan vertegenwoordigde Frankrijk op de Olympische Spelen van 2020, wat door de coronapandemie werd gehouden in de zomer van 2021. Daar speelde hij als basisspeler mee in de met 4–1 verloren wedstrijd tegen Mexico, zat hij op de bank bij de 4–3 gewonnen wedstrijd tegen Zuid-Afrika en viel hij in minuut 62 in tegen Japan (0–4 verlies). Alvorens deze wedstrijden speelde hij een volledige oefenwedstrijd tegen Zuid-Korea.
| Interlands van Mobido Sagnan voor Frankrijk onder 23 (Olympische Spelen) | Interlands van Mobido Sagnan voor Frankrijk onder 23 (Olympische Spelen) | Interlands van Mobido Sagnan voor Frankrijk onder 23 (Olympische Spelen) | Interlands van Mobido Sagnan voor Frankrijk onder 23 (Olympische Spelen) | Interlands van Mobido Sagnan voor Frankrijk onder 23 (Olympische Spelen) | Interlands van Mobido Sagnan voor Frankrijk onder 23 (Olympische Spelen) |
| Interland                                                                | Datum                                                                    | Wedstrijd                                                                | Uitslag                                                                  | Soort Wedstrijd                                                          | Doelpunten                                                               |
| Als speler van Real Sociedad                                             | Als speler van Real Sociedad                                             | Als speler van Real Sociedad                                             | Als speler van Real Sociedad                                             | Als speler van Real Sociedad                                             | Als speler van Real Sociedad                                             |
| ------------------------------------------------------------------------ | ------------------------------------------------------------------------ | ------------------------------------------------------------------------ | ------------------------------------------------------------------------ | ------------------------------------------------------------------------ | ------------------------------------------------------------------------ |
| 1.                                                                       | 16 juli 2021                                                             | Zuid-Korea – Frankrijk                                                   | 1 – 2                                                                    | Vriendschappelijk                                                        |                                                                          |
| 2.                                                                       | 22 juli 2021                                                             | Mexico – Frankrijk                                                       | 4 – 1                                                                    | Olympische Spelen 2020                                                   |                                                                          |
| 3.                                                                       | 28 juli 2021                                                             | Frankrijk – Japan                                                        | 0 – 4                                                                    | Olympische Spelen 2020                                                   |                                                                          |

In maart 2024 debuteerde Sagnan in de selectie van Mali en startte hij tegen Mauritanië. Hij scoorde na negen minuten de openingstreffer in de met 0–2 gewonnen wedstrijd.
| Interlands van Mobido Sagnan voor Mali | Interlands van Mobido Sagnan voor Mali | Interlands van Mobido Sagnan voor Mali | Interlands van Mobido Sagnan voor Mali | Interlands van Mobido Sagnan voor Mali | Interlands van Mobido Sagnan voor Mali |
| Interland                              | Datum                                  | Wedstrijd                              | Uitslag                                | Soort Wedstrijd                        | Doelpunten                             |
| Als speler van Montpellier             | Als speler van Montpellier             | Als speler van Montpellier             | Als speler van Montpellier             | Als speler van Montpellier             | Als speler van Montpellier             |
| -------------------------------------- | -------------------------------------- | -------------------------------------- | -------------------------------------- | -------------------------------------- | -------------------------------------- |
| 1.                                     | 22 maart 2024                          | Mauritanië – Mali                      | 0 – 2                                  | Vriendschappelijk                      | 9'                                     |
| 2.                                     | 26 maart 2024                          | Mali – Nigeria                         | 2 – 0                                  | Vriendschappelijk                      |                                        |
| 3.                                     | 6 juni 2024                            | Mali – Ghana                           | 1 – 2                                  | Kwalificatie WK 2026                   |                                        |
| 4.                                     | 11 juni 2024                           | Madagaskar – Mali                      | 0 – 0                                  | Kwalificatie WK 2026                   |                                        |

## Erelijst
| Copa del Rey | 1 | 2019/20 |